# Come Rain or Come Shine
Come Rain or Come Shine – utwór skomponowany przez Harolda Arlena do tekstu Johnny’ego Mercera.
Kompozycja została stworzona na potrzeby musicalu St. Louis Woman, którego premiera odbyła się w Martin Beck Theatre w Nowym Jorku 30 marca 1946 roku.

## Wykonawcy
- Art Blakey and the Jazz Messengers
- Ray Charles & Idina Menzel
- Eric Clapton
- Rosemary Clooney
- John Coltrane
- Bing Crosby
- Duke Ellington
- Bill Evans[3]
- Helen Forrest & Dick Haymes
- Connie Francis
- Judy Garland
- Stan Getz
- Georgia Gibbs
- Don Henley
- Billie Holiday
- Etta James
- Dr. John
- Al Jarreau
- Keith Jarrett
- Lou Johnson
- Cleo Laine
- Peggy Lee
- Marian McPartland
- Katharine McPhee
- Bette Midler
- Liza Minnelli
- Modern Jazz Quartet
- Wes Montgomery
- Sy Oliver
- Sy Oliver & Tommy Dorsey
- Art Pepper
- Oscar Peterson
- Louis Prima
- Diane Schuur
- Dinah Shore
- Frank Sinatra
- Jo Stafford
- Dinah Washington
- Monica Zetterlund[3]